# Bataille de Grozny (novembre 1994)
Pour les articles homonymes, voir Bataille de Grozny.
Conflit russo-tchétchène
Batailles
Batailles d'avant-guerre
- 1re Grozny
- Destruction de l'armée de l'air tchétchène (ru)

1994–1995
- Dolinskoïe
- Khankala
- 2e Grozny
- Bombardement de Chali
- Incident d'Aksaï (ru)
- Crise de Boudionnovsk
- Vedeno
- Bamout
- Massacre de Samachki
- Goudermes

1996
- Crise de Kizliar-Pervomaïskoïe
- Crise des otages de la mer Noire
- 3e Grozny
- Chatoï
- Attentat de Naltchik (ru)
- 4e Grozny

La bataille de Grozny de novembre 1994 est une tentative secrète des services de renseignement russes d'évincer le gouvernement tchétchène de Djokhar Doudaïev, en s'emparant de la capitale tchétchène de Grozny. L'attaque est menée par des formations armées du Conseil provisoire de l'opposition (ru), dirigées par Oumar Avtourkhanov, avec un soutien clandestin de blindés et d'avions de la fédération de Russie le 26 novembre 1994. Les combats se calment après les dix premières heures, la république tchétchène d'Itchkérie repoussant l'assaut de manière décisive.
Le gouvernement russe nie officiellement toute implication militaire dans l'opération, mais soutient ouvertement le Conseil provisoire. L'attaque se solde par un échec décisif, avec des centaines de miliciens tués ou capturés, en plus de 70 Russes tués et de 35 à 120 capturés. Doudaïev menace d'exécuter les prisonniers dans le but d'obtenir un aveu de la Russie concernant son implication, incitant le gouvernement de Moscou à exiger que les forces armées d'Itchkérie libèrent les captifs et déposent les armes dans les 48 heures sous peine d'intervention militaire. L'incident conduit à l'invasion militaire à grande échelle de la république qui commence en décembre 1994.

## Contexte
À l'été 1994, le FSK (l'ancien KGB et futur FSB) entame une coopération active avec les dirigeants de l'opposition interne tchétchène contre Doudaïev, les réunissant au sein d'un organe nommé le Conseil provisoire de la république tchétchène (ru). Les forces d'Oumar Avtourkhanov (un ancien officier du MVD soviétique) et Beslan Gantemirov (un ancien maire de Grozny et allié devenu ennemi de Doudaïev) reçoivent de Moscou non seulement de l'argent mais aussi une formation et des armes, y compris des armes lourdes. Les mois d'août et de septembre voient le déclenchement de combats entre l'opposition et les forces de Doudaïev. À cette époque, l'opposition a établi une force bien armée de plusieurs centaines d'hommes, équipés de véhicules blindés et secrètement soutenus par des hélicoptères russes opérant à partir de la base aérienne de Mozdok, en Ossétie du Nord-Alanie. Cette campagne militaire culmine lors d'une attaque contre Grozny les 15 et 16 octobre, lorsque les milices de Gantamirov (avançant vers le nord depuis la base nouvellement saisie à Gekhi (ru)) et Rouslan Labazanov (avançant vers le sud depuis Znamenskoïe (en)) tentent en vain de prendre la ville par un joint assaut pour la première fois (Labazanov seul avait auparavant également tenté d'entrer dans Grozny le 24 août).
Déçue par ses échecs et consciente de sa faiblesse militaire jusqu'à et après l'assaut d'octobre, l'opposition tchétchène, aidée par un ancien président de souche tchétchène du Soviet suprême, Rouslan Khasboulatov, intensifie son lobbying auprès du FSK et de l'état-major du président russe Boris Eltsine en faveur d'une implication plus directe de Moscou. En conséquence, Avtourkhanov et Gantemirov, qui rejoignent alors leurs milices, reçoivent toutes les armes, les instructeurs, la formation et le soutien médiatique qu'ils ont demandés, préparant le terrain pour l'assaut final. En octobre, le ministre russe de la Défense, le général Pavel Gratchiov, ordonne la formation d'un groupe opérationnel spécial de la direction principale des opérations de l'état-major général des forces armées de la fédération de Russie, dirigé par le chef adjoint de la direction principale des opérations Anatoli Kvachnine et le général Leonti Tchevtsov (ru). Des membres d'équipage de chars en service actif des formations d'élite russes dans le district militaire de Moscou, ainsi que d'autres membres du personnel russe tels que 18 membres d'équipage d'hélicoptères du district militaire du Caucase du Nord, reçoivent de faux documents et sont envoyés en Tchétchénie. Un transport de 50 véhicules blindés supplémentaires est également amené par le FSK. Les questions de recrutement (les commandants de chars russes se seraient vu offrir l'équivalent de 1 500 dollars pour participer au coup d'État) et de transfert d'armes impliquent le directeur adjoint du FSK chargé de superviser le Caucase, le général Sergueï Stepachine (son émissaire en Tchétchénie était le colonel Khromtchenko) et le vice-ministre russe des nationalités, le général Alexandre Kotenkov, ainsi que son supérieur direct, Nikolaï Iegorov.

## Attaque
Le 22 novembre, le Conseil provisoire commence à préparer son assaut final sur Grozny. Un grand groupe d'officiers russes dirigé par le chef d'état-major, Mikhaïl Kolesnikov, vole de Moscou à Mozdok, et la supervision directe des opérations de combat est confiée au commandant adjoint du 8e corps d'armée de la Garde russe de Volgograd, le général  Guennadi Joukov. Un convoi de véhicules blindés russes entre sur le territoire de la Tchétchénie. Le premier affrontement a lieu à 10 kilomètres de la frontière près de Tolstoï-Yourt (en), lorsqu'un petit groupe de partisans de Doudaïev tend une embuscade au convoi et neutralise deux chars. Le lendemain, en route vers Ourous-Martan, le convoi est de nouveau attaqué près de la colonie d'Alkhan-Kala (ru) (Iermolovka) entraînant la perte d'un autre char. Malgré cela, les forces pro-Doudaïev à Grozny sont considérées comme incapables d'organiser la résistance à une attaque d'une telle ampleur.
Le matin du 26 novembre, les Russes et leurs alliés tchétchènes entrent dans la capitale dans les colonnes motorisées venant de deux directions, le district de Nadterechnoïe (en) et le district d'Ourous-Martan (en), soutenus par plusieurs avions d'attaque fédéraux banalisés. Selon le commandant tchétchène Dalkhan Khodjaïev, la force du coup d'État à Grozny compte 42 chars de combat principaux T-72, huit véhicules blindés de transport de troupes BTR-80, divers autres véhicules, un certain nombre d'avions et plus de 3 000 hommes. Des sources russes donnent des chiffres similaires d'environ 40 à 42 chars (d'après un décompte, 14 d'entre eux tenus par l'opposition tchétchène et le reste par des Russes), soutenus depuis les airs par six hélicoptères et six chasseurs Soukhoï Su-27, mais estiment un nombre nettement inférieur en termes de troupes d'infanterie, environ 1 000 à 1 500 miliciens tchétchènes alliés (y compris les 30 combattants restants de Labazanov après la défaite de sa milice à Argoun). L'attaque se heurte à une défense improvisée mais féroce des forces gouvernementales tchétchènes et des milices loyalistes (principalement le bataillon abkhaze endurci composé d'anciens combattants de la guerre d'Abkhazie et dirigé par Chamil Bassaïev) dans le centre-ville, y compris une embuscade près du palais présidentiel tchétchène et des combats au siège de la sûreté de l'État, à la gare (ru) et au centre de télévision. L'assaut se transforme ensuite en catastrophe lorsque les défenseurs brûlent ou capturent la plupart des véhicules blindés attaquants, faisant des dizaines de prisonniers militaires russes dans l'action (principalement après avoir piégé un grand nombre d'entre eux dans le parc Kirov, dans le district de Leninsky), et met complètement en déroute l'opposition.

## Pertes
- Selon des sources russes, 40 à 50 hommes sont faits prisonniers (principalement des soldats russes[6],[11]) et la quasi-totalité des chars (excepté 18) sont perdus[6]. Selon un décompte russe, les forces pro-Moscou ont subi 40 tués et 168 blessés le premier jour[6]; une autre source russe allègue que 70 combattants) de l'opposition de Ken'-Yourt (ru) qui s'étaient rendus à la station de télévision ont ensuite été exécutés par la Garde nationale de Doudaïev[7]. Tout ce qui reste de la force de chars russe et des formations d'opposition tchétchènes ont quitté la ville le même jour.
- Les loyalistes de Doudaïev affirment avoir tué 350 assaillants, détruit environ 20 chars[12] et en avoir capturé quatre ou cinq après la fuite ou la reddition des équipages[10]. Un décompte de 2010 par le centre Kavkaz estime que 300 à 450 miliciens de l'opposition et 70 mercenaires russes ont été tués, des centaines d'autres blessés et 150 à 200 faits prisonniers (dont environ 35 officiers des divisions de la Garde Tamanskaya et Kantemirovskaya[13]). En outre, 20 chars, 23 véhicules blindés de transport de troupes (ABC) et 18 véhicules de combat d'infanterie (IFV) auraient été détruits et 3 chars, 8 APC et 4 IFV capturés.
- Selon des sources occidentales, plus de 300 personnes sont mortes et les assaillants ont perdu la plupart de leurs véhicules[8]; en outre, 4 hélicoptères de combat russes et un avion d'appui aérien rapproché Soukhoï Su-25 auraient été abattus[3]. Selon les chiffres cités par Human Rights Watch et le magazine Armor, entre 70[14] et 120[15] militaires russes ont été faits prisonniers.

## Conséquences
Cette défaite est catastrophique, non seulement sur le plan militaire mais aussi sur le plan politique. Toute complicité russe et toute connaissance de l'opération sont d'abord niées par Moscou, mais par la suite reconnues après la capture de 20 militaires russes ayant défilés devant des caméras de télévision. et Doudaïev menaça de les exécuter si Eltsine ne reconnaissait pas ses propres soldats. Le 1er décembre, Eltsine jure de porter assistance aux prisonniers russes, la première reconnaissance indirecte de l'implication russe.
L'échec de la tentative de coup d'État épuise les moyens de la Russie de faire la guerre contre Doudaïev par procuration et conduit la Russie à lancer une invasion directe totale en décembre 1994. Le 28 novembre, le Conseil de sécurité russe se réunit en urgence, adoptant une décision secrète pour préparer un plan d'opération militaire en Tchétchénie dans les 14 jours. Le président du gouvernement russe Viktor Tchernomyrdine appelle Eltsine à « restaurer la l'ordre constitutionnel en république tchétchène ». Le même jour, une grande frappe aérienne de l'aviation militaire russe élimine tous les avions militaires et civils à la disposition du gouvernement de Doudaïev et détruit les pistes des deux aérodromes près de Grozny (la base aérienne de Khankala et l'aéroport de Grozny). Le 29 novembre, Eltsine lance à la Tchétchénie un ultimatum de 48 heures pour dissoudre toutes les « formations armées illégales », désarmer et libérer tous les prisonniers. Le 10 décembre, des dizaines de milliers de soldats russes reçoivent l'ordre de se diriger vers Grozny depuis le Daghestan, l'Ingouchie et l'Ossétie du Nord, débutant officiellement la première guerre de Tchétchénie.